# هالة عودة
هالة عودة (1969 -) ممثلة أردنية.

## عن حياتها
نالت شهادة الدبلوم في اللغة الإنجليزية عام 1989. وهي عضو نقابة (رابطة) الفنانين الأردنيين. شاركت عدد من أعمال الدرامية والمسرح العديد من دوبلاج الكرتون العديد من دوبلاج الأفلام الوثائقية مسرحية «ظلمة الإمبراطور»1998 مسرحية «عرار نشيد الصعاليك» مسرحية «مرثية الذئب الأخير» 2000 مسرحية «ميشع يبقى حيا» 2009

## من أعمالها

### المسلسلات
- نهيل

### الدوبلاج
- صاحب الظل الطويل
- بيف وهيركول
- الفتى النبيل
- كاليميرو وفاليريانو
- جوهرة القصر
- زيكو العجيب

## روابط خارجية
- هالة عودة على موقع قاعدة بيانات الأفلام العربية